# 金马街道
金马街道是中国云南省昆明市官渡区下辖的一个街道，位于官渡区西北部。金马街道西邻五华区，北邻盘龙区，东邻阿拉彝族乡，南邻关上街道与小板桥街道。
金马街道原名金马镇，2004年改为街道。

## 行政区划
金马街道下辖以下地区：
金马社区、东华路社区、大树营社区、方旺社区、十里社区、牛街社区、黑土凹社区、曙光社区、东骧社区、建工社区、凤凰山社区、幸福邻里社区和昆东社区。

## 交通
- 沪昆铁路：金马村站
- 昆明地铁3号线、4号线：大树营站